# Jørn Lyseggen

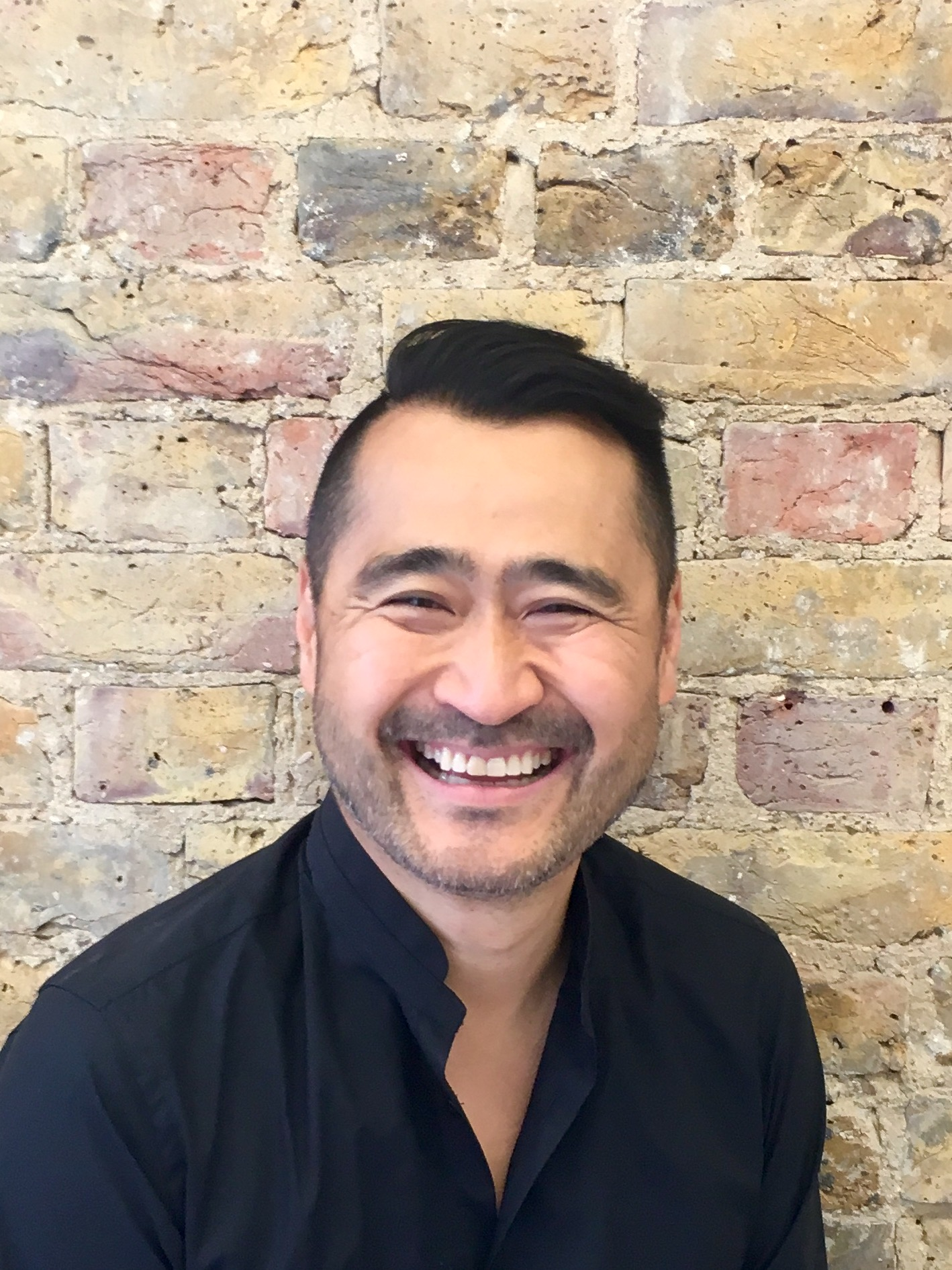
Jørn Lyseggen

Jørn Lyseggen (* 1. Dezember 1968) ist ein norwegischer Unternehmer, Gründer und CEO der Meltwater Group.

Er hält viele Patente im Bereich von Technologien zum Einsatz von künstlicher Intelligenz und Mustererkennungsverfahren.
Im Jahre 2001 hat Jørn Lyseggen Meltwater News gegründet – einen internationalen Online-Medienbeobachtungsdienst – und damit den Grundstein für die Meltwater Group gelegt.

Seit der Gründung hat sich Meltwater zu einem international führenden Software as a Service Unternehmen (SaaS) mit 700 Mitarbeitern an 55 Standorten entwickelt und bietet verschiedene online-basierte B2B-Dienstleistungen an. Das Unternehmen hat über 18.000 Kunden aus den unterschiedlichsten Branchen.

Im Jahre 2008 hat Lyseggen die Meltwater Entrepreneurial School of Technology (MEST) in Ghana gegründet.

MEST bietet ghanaischen Hochschulabsolventen ein kostenloses zweijähriges postgraduiertes Ausbildungsprogramm im Bereich Softwareunternehmertum an. Lyseggens Idee hinter der Non-Profit-Organisation ist, dass ghanaische Software-Start-Ups in einer globalisierten Welt einen entscheidenden Beitrag zur Wohlstandsmehrung des Entwicklungslandes haben können.